# Histidin

Histidin.

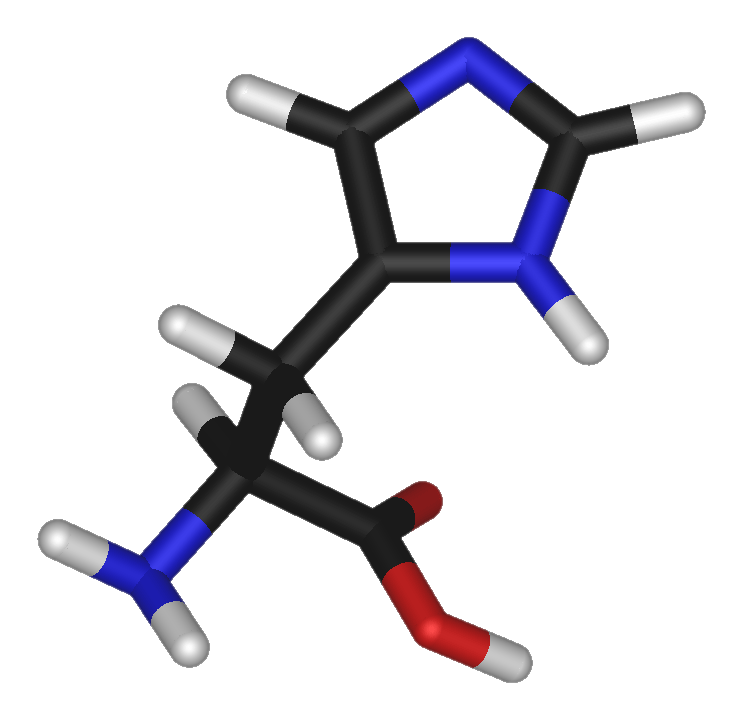
Histadins tredimensionella struktur.

Histidin (förkortas His eller H) är en av de tjugo aminosyror som är byggstenar i proteiner. Den är en av de essentiella aminosyror som kroppen inte själv kan tillverka, utan som måste tillföras genom födan. Den är basisk.

## Egenskaper
I den genetiska koden kodas histidin av två kodon: CAU och CAC.
Histidin är ett av utgångsämnena vid kroppens tillverkning av histamin, som medverkar i kroppens immunförsvar. På vissa proteaser utgör histidin en viktig del av den aktiva ytan.

## Förekomst
Histidin förekommer rikligt i globin men också i andra proteiner som kasein och hönsäggvita. Den deltar vid hemoglobinbildningen. Vid förruttnelse överförs histidin till histamin.